# Subira (Songea MC)
Subira ist ein Verwaltungsbezirk (Ward) des Distrikts Songea (MC) in der tansanischen Region Ruvuma.

## Geografie
Subira liegt im Südwesten von Tansania, südwestlich des Stadtzentrums der Regionshauptstadt Songea. Der Bezirk grenzt im Norden an Lilambo, Ruhuwiko und Lizaboni, im Nordosten an Ruvuma, im Südosten an Ndilimalitembo, im Süden an Mpitimbi und im Westen an Litapwasi. Bei der Volkszählung 2022 lebten 8520 Menschen in 2229 Haushalten auf einer Fläche von 75 Quadratkilometern.

## Gliederung
Der Bezirk besteht aus acht Stadtteilen (Mtaa):
- Lami
- Ngandula
- Kihekwa
- Subira Kati
- Nangwahi
- Kisiwani C
- Mahinya
- Muungano

## Infrastruktur
- Bildung: Die Subira Secondary School ist eine staatliche weiterführende Schule.[8] Sie bildet rund 200 Mädchen und Burschen bis zur 4. Stufe aus.[9]
- Gesundheit: In Subira gibt es eine staatliche Apotheke.[10] Sie wurde 2007 gegründet und beschäftigt Hebammen, Krankenschwestern und Labortechniker.[11]